# Andrew Jack

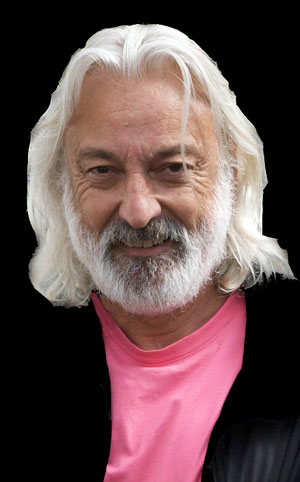
Andrew Jack (2011)

Andrew Jack (* 28. Januar 1944 als Andrew Hutchinson in London, England; † 31. März 2020 in Chertsey, Surrey, England) war ein britischer Dialog- bzw. Aussprachetrainer und Schauspieler.

## Leben und Karriere
Jack wurde als Sohn des Schauspielers Stephen Jack und der Gärtnerin Julia (geborene Hutchinson) geboren. Er studierte an der Central School of Speech and Drama. Als Schauspieler trat er mit der Royal Shakespeare Company auf und wirkte an Radio- und Fernsehsendungen der BBC mit. In den 1970er-Jahren arbeitete er sechseinhalb Jahre als Flugbegleiter.
Als Dialog- und Aussprachetrainer hat Jack seit Anfang der 1980er-Jahre mit mehr als 200 Schauspielern gearbeitet, darunter Robert Downey Jr. (Chaplin, Restoration und Sherlock Holmes), Pierce Brosnan (James Bond 007 – GoldenEye, Der Morgen stirbt nie und Stirb an einem anderen Tag), Cate Blanchett und Viggo Mortensen. Jack reduzierte die ausländischen Akzente nicht-britischer Schauspieler bzw. übte mit ihnen die britische Standardaussprache (Received Pronunciation). Andererseits studierte er für bestimmte Rollen die gewünschten Akzente oder Dialekte ein, z. B. einen deutschen Akzent für Alison Doody als Elsa Schneider in Indiana Jones und der letzte Kreuzzug sowie für Hugo Weaving (Red Skull), Stanley Tucci (Abraham Erskine) und Toby Jones (Arnim Zola) in Captain America: The First Avenger; einen russischen Akzent für Izabella Scorupco (Natalya Simonova), Gottfried John (General Ourumov) und Famke Janssen (Xenia Onatopp) in GoldenEye; einen amerikanischen Akzent für Christian Bale in Batman Begins, Henry Cavill als Napoleon Solo in Codename U.N.C.L.E. sowie John Boyega als Finn in der dritten Star-Wars-Trilogie.
Als leitender Dialect Coach für die Filme der Herr-der-Ringe-Reihe schuf und lehrte er der Filmbesetzung die fiktiven Dialekte der Schwarzen Sprache und Elbensprachen von Mittelerde. Außerdem entwarf und lehrte Jack die Akzente der Griechen und Trojaner in Wolfgang Petersens Film Troja. Vor seinem Tod arbeitete Jack an dem ursprünglich für Juni 2021 angekündigten Film The Batman.
Vor der Kamera war Jack zuletzt in den Star-Wars-Filmen Das Erwachen der Macht und Die letzten Jedi als Caluan Ematt, General des Widerstands, zu sehen. In Solo: A Star Wars Story sprach er die Figur Moloch. In Sherlock Holmes (2009) lieh er dem Bösewicht Moriarty seine Stimme.
Aus Jacks erster Ehe mit Felicity Hutchinson, die von 1974 bis 1987 hielt, gingen zwei Kinder hervor. Seine zweite Ehefrau war von 2000 bis 2018 die Stimmtrainerin Paula Jack. Seit 2019 bis zu seinem Tod war er in dritter Ehe mit der Stimmtrainerin Gabrielle Rogers verheiratet. Er lebte auf einem Hausboot auf der Themse.
Am 31. März 2020 verstarb Andrew Jack während der COVID-19-Pandemie im Vereinigten Königreich an den Folgen von COVID-19.

## Filmografie (Auswahl)
- 1994: Nostradamus
- 1995: Restoration – Zeit der Sinnlichkeit (Restoration)
- 1999: The Lost Lover
- 2001: Kate & Leopold
- 2009: Sherlock Holmes (Stimme)
- 2015: Star Wars: Das Erwachen der Macht (Star Wars: The Force Awakens)
- 2017: Star Wars: Die letzten Jedi (Star Wars: The Last Jedi)
- 2018: Solo: A Star Wars Story (Stimme)